# 달의 바다

달 앞면의 모습.

달의 바다(라틴어: lunar maria)는 어두운 현무암질의 넓고 편평한 지대를 말한다. 갈릴레오 갈릴레이가 자기 자신이 만든 망원경으로 달을 보았을 때 마치 이것이 달의 고요한 바다와 같이 생각되어 바다라고 불렀다고 한다. 달의 북반구에는 지름이 약 1200km나 되는 '비의 바다'가 있으며 그 위에 '위난의 바다', '맑음의 바다' 등이 있다.
바다(mare)보다 큰 곳은 "대양"(oceanus), 작은 곳에는 "호수"(lacus), "만"(sinus), "늪"(palus)과 같은 이름이 붙기도 한다. 마레는 라틴어로 바다라는 뜻이다. 

## 같이 보기
- 달의 바다 목록
- 달
- 옥토끼
- 월석
- 월리학